# Diane Abbott

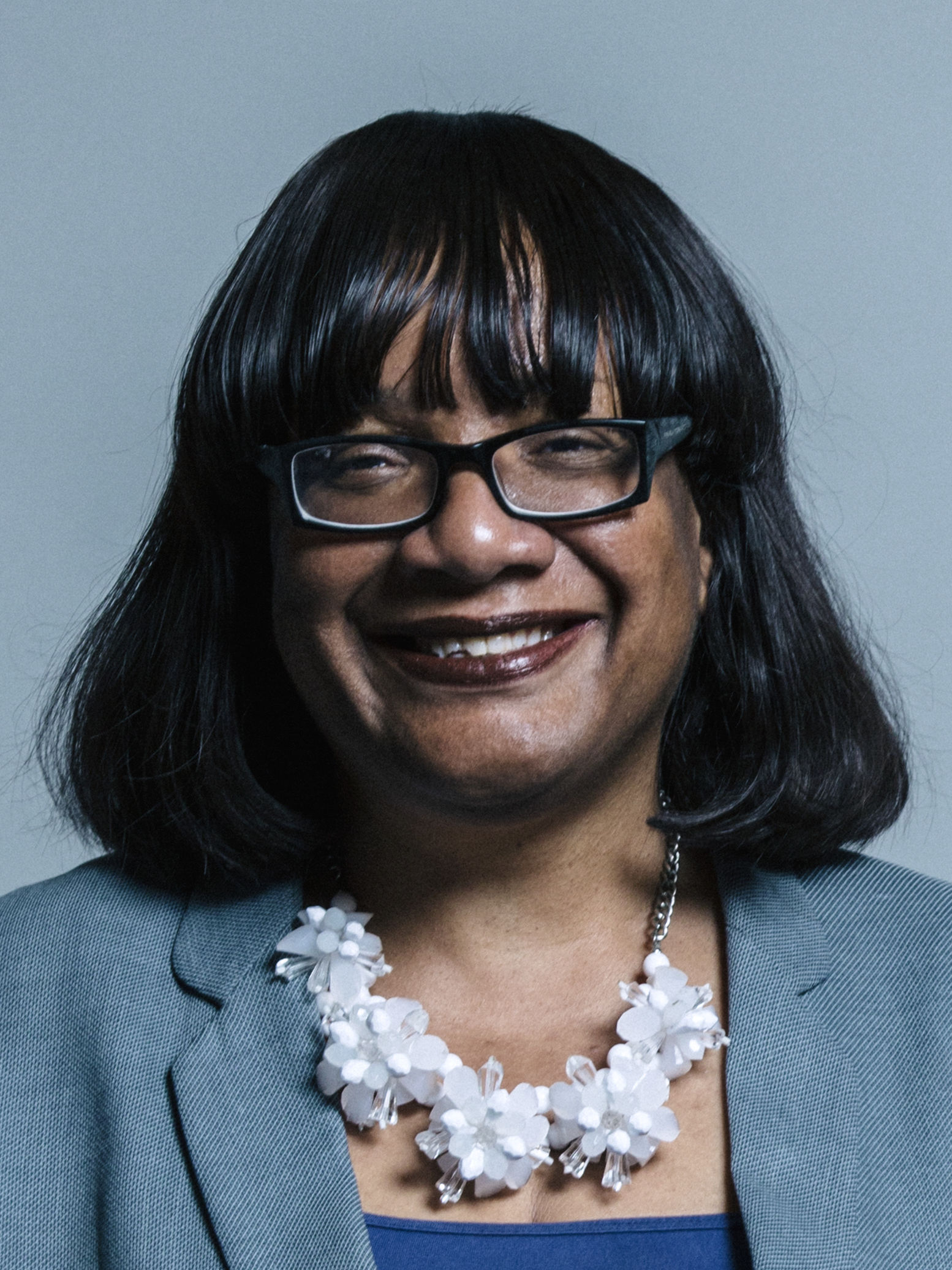
Diane Abbott (2017)

Diane Julie Abbott (* 27. September 1953 in Paddington, London) ist eine britische Politikerin. Sie war 1987 die erste schwarze Frau im britischen Parlament, in dem sie den Londoner Wahlkreis Hackney North and Stoke Newington vertritt. Sie ist ein Mitglied der Labour Party und wurde 2010 als eine mögliche Nachfolgerin von Gordon Brown vorgeschlagen. 2015 wurde Abbott Mitglied des Schattenkabinetts, nachdem sie bereits von Oktober 2010 bis Oktober 2013 Schattengesundheitsministerin gewesen war.
Die Tochter einer Krankenschwester und eines Schweißers, die 1951 aus Jamaika eingewandert waren, besuchte die Harrow County School for Girls, wo sie die einzige schwarze Schülerin war. Anschließend besuchte sie das Newnham College in Cambridge. Nach ihrer Graduierung 1976 in Geschichte arbeitete sie zunächst im Home Office und wechselte danach von 1978 bis 1980 zu einer Tätigkeit beim National Council for Civil Liberties, einem Interessenverband im Bereich der Freiheits- und Menschenrechte. Danach war sie als Journalistin für den Fernsehsender Thames Television und die Produktionsfirma TV-am tätig. In den späten 1980er-Jahren wurde sie Pressesprecherin beim Greater London Council.
In den späten 1970er Jahren hatte Abbott eine Affäre mit Jeremy Corbyn. 1991 heiratete sie David Thompson, ließ sich aber bereits 1993 wieder von ihm scheiden. Sie hat aus dieser Ehe einen Sohn.
Diane Abbott wurde mit 18 Jahren Mitglied der britischen Labour-Partei. Ihre politische Karriere begann 1982 mit ihrer Wahl in die Ratsversammlung Westminsters. Abbott wird dem linken Flügel der Labour-Partei zugeordnet und sie ist dafür bekannt, Dinge auch in den eigenen Reihen zu kritisieren und direkt anzusprechen. 
Im Oktober 2003 setzte sie sich der Kritik aller politischen Parteien sowie dem Vorwurf der Scheinheiligkeit aus, als sie ihren Entscheid bekanntgab, ihren Sohn auf die City of London School, eine der besten Privatschulen Englands, zu schicken. Zuvor hatte sie den britischen Premierminister Tony Blair und die Kronanwältin Harriet Harman dafür kritisiert, dass sie ihre Kinder in ähnlich elitären (jedoch staatlichen) Schulen unterrichten ließen.
Mit ihrem literarischen Werk ist Diane Abbott auch in New Daughters of Africa, einer 2019 von Margaret Busby herausgegebenen Anthologie Schwarzer weiblicher Autorinnen, vertreten.
Im April 2023 suspendierte die Labour Party Abbott bis auf Weiteres aus der Fraktion, nachdem sie in einem Leserbrief an die britische Zeitung The Observer den Rassismus gegen Juden, Iren und andere Minderheiten im Vergleich zum Rassismus gegen Schwarze relativiert hatte.